# Ветиконе (Кампобасо)
Ветиконе је насеље у Италији у округу Кампобасо, региону Молизе.
Према процени из 2011. у насељу је живело 44 становника. Насеље се налази на надморској висини од 696 м.